# لطيفة الحمود
لطيفة الحمود هي سياسية ونائبة برلمانية وناشطة نسوية مغربية وُلدت في مدينة طنجة في المغرب وتقيم في الوقت الحالي في بلجيكا.

## مسيرتها المهنية
عملت لطيفة الحمود في مجال الإعلام فكانت تُعد وتقدم برنامج بعنوان "مسارات" على محطة راديو المنار قبل أن تتحول إلى العمل السياسي. أنتخبت لطيفة الحمود في عام 2013 كنائبة ثانية لرئيس المكتب المسير لفرع حزب الأصالة والمعاصرة ببلجيكا، وفي 15 نونبر عام 2014 انتخبت رئيسة للمكتب المسير لنفس الفرع، وفي 14 أبريل عام 2014 انتخبت لعضوية المكتب التنفيذي لمنظمة نساء حزب الأصالة والمعاصرة. أنتخبت لطيفة الحمود كعضو في البرلمان المغربي في الانتخابات التشريعية المغربية لعام 2016 وحتى عام 2021 عن الدائرة الانتخابية الوطنية الجزء الأول المخصص للنساء كممثلة حزب الأصالة والمعاصرة عن مينة طنجة، وضمن الكتلة البرلمانية لنفس الحزب، وكانت عضو لجنة الشؤون الخارجية والدفاع الوطني والشؤون الإسلامية والمغاربة المقيمين في الخارج بمجلس النواب المغربي، وعضو الجمعية البرلمانية لمجلس أوروبا.

## الأنشطة
نرأست لطيفة الحمود أول مهمة استطلاعية دبلوماسية أجريت خارج حدود المملكة المغربية في تاريخ البرلمان المغربي، والتي جرت في عدد من المدن الاوروبية كان من أهمها ميلانو ومرسيليا وبرشلونة وأمستردام وبروكسيل وعدد من القطاعات الحكومية، بهدف الوقوف على تطوير الخدمات القنصلية للمغاربة المقيمين بالخارج. نشطت لطيفة الحمود في عدد من المنظمات في بلجيكا، حتى أصبحت أمينة الفرع البلجيكي لبرنامج الغذاء العالمي.